# Pseudosmodingium perniciosum
Pseudosmodingium perniciosum är en sumakväxtart som först beskrevs av Carl Sigismund Kunth, och fick sitt nu gällande namn av Adolf Engler. Pseudosmodingium perniciosum ingår i släktet Pseudosmodingium och familjen sumakväxter. Inga underarter finns listade i Catalogue of Life.